# Velocidad coordenada de la luz
La velocidad coordenada de la luz es la derivada temporal de las coordenadas del frente de onda de una señal luminosa respecto al tiempo coordenado usado por el observador. Esta velocidad aparente de la velocidad de la luz difiere de la velocidad física de la luz que, de acuerdo con la formulación de la teoría de la relatividad hecha por Hermann Minkowski, es constante.
El no distinguir adecuadamente entre el concepto de velocidad coordenada de la luz y velocidad física de la luz ocasionó ciertos problemas teóricos, entre ellos la creencia manifestada por Wolfgang Pauli y Albert Einstein de que la teoría de la relatividad especial solo era aplicable a sistemas inerciales, aunque del trabajo de Minkowski se desprendía que era aplicable a sistemas más generales. Esto se debió a que solo en cierto tipo de sistemas inerciales la velocidad coordenada de la luz es constante. El intento de mantener el principio de constancia de la velocidad de la luz al tiempo que no se entendía que el concepto solo era aplicable a la velocidad física de la luz, no a la velocidad coordenada; condujo a la impresión errónea de que la teoría de la relatividad especial no era usable para sistemas con aceleración. Por esa razón el propio Einstein usó la relatividad general para resolver la paradoja de los gemelos, aun cuando la solución a este problema es perfectamente resoluble en el marco de la relatividad especial.

## Velocidad coordenada y velocidad física
Sea un rayo de luz que se propaga en el espacio tiempo de Minkowski según una recta parametrizada como {\displaystyle \scriptstyle (x^{0},x^{1},x^{2},x^{3})=(ct,x(t),y(t),z(t))} la velocidad coordenada se define simplemente como:

(1){\displaystyle v^{k}={\frac {dx^{k}}{dt}},\quad k=1,2,3.}

Si el observador es inercial las ecuaciones paramétricas describirán una línea recta, pero para un observador acelerado el rayo de luz seguirá en general una línea curva. El tensor intervalo relativista podrá escribirse como:

(2){\displaystyle {\begin{matrix}ds^{2}&=g_{ik}dx^{i}dx^{k}=c^{2}g_{00}dt^{2}+2cg_{0\alpha }dx^{\alpha }dt+g_{\alpha \beta }dx^{\alpha }dx^{\beta }=\dots \\\dots &=c^{2}\left[{\sqrt {-g_{00}}}dt+{\cfrac {g_{0\alpha }dx^{\alpha }}{c{\sqrt {-g_{00}}}}}\right]^{2}+\left[g_{\alpha \beta }-{\cfrac {g_{0\alpha }g_{0\beta }}{g_{00}}}\right]dx^{\alpha }dx^{\beta }\end{matrix}}}

El primer corchete corresponde al tiempo físico o tiempo propio de la partícula:

(3a){\displaystyle \tau =\int _{L}\left[{\sqrt {-g_{00}}}dt+{\cfrac {g_{0\alpha }dx^{\alpha }}{c{\sqrt {-g_{00}}}}}\right]}

Esta integral en general dependerá del camino seguido, por no ser el corchete una diferencial exacta, eso ocurre en los sistemas no inerciales donde no puede llevarse a cabo una sincronización de cualquier conjunto de relojes colocados en puntos arbitrarios del espacio. El otro corchete corresponde al tensor métrico del espacio tridimensional aparente asociado a las coordenadas:

(3b){\displaystyle dl^{2}=\kappa _{\alpha \beta }dx^{\alpha }dx^{\beta },\qquad \kappa =g_{\alpha \beta }-{\cfrac {g_{0\alpha }g_{0\beta }}{g_{00}}}}

Las expresiones anteriores permiten calcular fácilmente la velocidad coordenada de la luz sabiendo que para un rayo luminoso:

{\displaystyle 0=c^{2}\left[{\sqrt {-g_{00}}}+{\cfrac {g_{0\alpha }}{c{\sqrt {-g_{00}}}}}{\frac {dx^{\alpha }}{dt}}\right]^{2}+\kappa _{\alpha \beta }{\frac {dx^{\alpha }}{dt}}{\frac {dx^{\beta }}{dt}}}

Considerando el módulo de la velocidad coordenada de la luz se llega a que:

(4a){\displaystyle v={\frac {c{\sqrt {-g_{00}}}}{1-{\cfrac {g_{0\alpha }e^{\alpha }}{\sqrt {-g_{00}}}}}}}

Donde {\displaystyle e^{\alpha }} son las componentes de un vector unitario tangente a la trayectoria del rayo de luz, tal como es visto por el observador. Puede demostrarse que el denominador de la última expresión no se anula nunca, pero dado que puede ser menor que uno, la expresión puede dar una velocidad coordenada superior a c.
Sin embargo, la velocidad física de la luz se tiene a partir de  (2), (3a) y (3b):

(4b){\displaystyle V:={\frac {dl}{d\tau }}=c}

### Sistemas galileanos
En el caso particular de las coordenadas galileanas el tensor métrico tiene la forma:

{\displaystyle g_{ij}=\eta _{ij}={\begin{pmatrix}-1&0&0&0\\0&+1&0&0\\0&0&+1&0\\0&0&0&+1\\\end{pmatrix}}}

Y en este caso la velocidad coordenada dada por  (4a) coincide con c. En cualquier otro tipo de sistema de coordenadas la velocidad coordenada y física difieren.

### Confusiones teóricas
La definición de la velocidad física de la luz, que se desprende de la estructura pseudoeuclídea del espacio de Minkowski, permite realizar de un modo único la sincronización de relojes en distintos puntos del espacio en un sistema inercial y en cualquiera de las coordenadas admisibles del espacio-tiempo. Precisamente la introducción de la velocidad física de la luz en lugar de la velocidad coordenada (con la cual, en realidad prácticamente siempre se había trabajado) elimina completamente todas las cuestiones relacionadas con la falta de univocidad que anteriormente aparecían al describir los sistemas físicos. El propio Wolfgang Pauli al confundir la noción de velocidad coordenada y física de la luz llegó a afirmar:

No se puede hablar ya del carácter universal de la constancia de la velocidad de la luz en el vacío puesto que la velocidad de la luz es constante sólo en los sistemas de referencia de Galileo

Lo discutido anteriormente revela la inadecuación del principio de constancia de velocidad de la luz, si se pretende construir una teoría también válida para sistemas de referencia no inerciales. Por esa razón el postular directamente que el espacio-tiempo tiene una estructura pseudoeuclídea como la de Minkowski es un postulado más general y que permite llegar más lejos en la aplicación de la teoría.
El propio Einstein no comprendió inicialmente las implicaciones de la formulación de Minkowski ya que en un artículo de 1907 afirmaba:

En la teoría de la relatividad originaria la independencia de las ecuaciones físicas respecto a la elección particular del sistema de referencia se basa en la postulación del invariante fundamental {\displaystyle \scriptstyle ds^{2}=\sum _{i}dx_{i}^{2}}, sin embargo, ahora se trata de construir una teoría(*) en la cual el papel de invariante fundamental lo desempeñe el elemento lineal de la forma más general: {\displaystyle \scriptstyle ds^{2}=\sum _{i,k}g_{ik}dx_{i}dx_{k}}

(*) se refiere naturalmente a la teoría de la relatividad general.
Las componentes del tensor métrico {\displaystyle \scriptstyle g_{ik}} fueron calificadas por Einstein como las características del campo gravitatorio y llegó a afirmar:

...en lo sucesivo consideraremos que el campo gravitatorio y la aceleración correspondiente del sistema de referencia son totalmente equivalentes desde el punto de vista físico

Estas afirmaciones de Einstein respecto a la teoría especial de la relatividad reducen fuertemente el contenido su contenido. Ya en esta época se ve que Einstein no asimiló el profundo contenido físico del descubrimiento de Minkowski.
Obviamente la condición de que las componentes {\displaystyle \scriptstyle g_{ik}} difieran del tensor de Minkowski implican la existencia de un campo gravitatorio. Eso solo sucede si el tensor de Riemann asociado es diferente de cero. Aunque las componentes de dicho tensor para un sistema acelerado difieren del tensor de Minkowski, aunque ello no necesariamente implique la existencia de un campo gravitatorio. Por las mismas razones el principio de equivalencia de Einstein es solo válido puntualmente, si se considera un conjunto abierto del espacio-tiempo las componentes del tensor métrico para un campo gravitatorio no pueden igualarse con las de un sistema uniformemente acelerado.
Así pues, en la teoría de la relatividad lo fundamental no es la postulación del intervalo de la forma:

{\displaystyle \Delta s^{2}=\eta (\Delta x^{i},\Delta x^{j})=\sum _{i=0}^{3}(\Delta x^{i})^{2}}

como pensaba Einstein, sino la consideración de que la geometría del espacio tiempo y está definida por un intervalo de la forma:

{\displaystyle \Delta s^{2}=g(\Delta x^{i},\Delta x^{j})=\sum _{i,k}g_{ik}\Delta x^{i}\Delta x^{k}}

donde el tensor métrico tiene una curvatura de Riemann R_{iklm}} nula. Al parecer Einstein no apreció esto porque él percibía la teoría especial de la relatividad solo a través del postulado de la constancia de la velocidad coordenada de la luz en coordenadas galileanas, por una parte, e identificaba (basándose en el principio de equivalencia) los sistemas de referencia acelerados con la gravitación, por otra.